# Salvelinus scharffi
Salvelinus scharffi és una espècie de peix de la família dels salmònids i de l'ordre dels salmoniformes.

## Hàbitat
Viu en zones d'aigües dolces temperades (54°N-53°N, 8°W-7°W).

## Distribució geogràfica
Es troba a Irlanda.